# 1776-Kommission
Die 1776-Kommission (englisch 1776 Commission) war ein 18-köpfiges Gremium, das vom damaligen US-Präsident Donald Trump im September 2020 beauftragt wurde, einen Bericht über die US-amerikanische Geschichte zu erstellen, um die patriotische Gesinnung bei Schülern und Studenten zu fördern. Am 18. Januar 2021, zwei Tage vor dem Ende von Trumps Präsidentschaft, übergab die Kommission ihren 45-seitigen Bericht der Öffentlichkeit. Das Ergebnis wird von Historikern heftig kritisiert. Die Kommission wurde von Trumps Amtsnachfolger Joe Biden am 20. Januar 2021 aufgelöst.

## Vorgeschichte
Von der Absicht, eine „patriotische Erziehung“ in den Schulen einzuführen, sprach Trump bei einer Pressekonferenz im Weißen Haus am 31. August 2020. Ein Bezug zum im Vorjahr gestarteten „1619-Project“ der Journalistin Nikole Hannah-Jones in der New York Times ist unverkennbar. Im Jahr 1619 trafen die ersten afrikanischen Sklaven an der Küste Virginias ein. Dieses Projekt besteht aus einer Vielzahl von Events und Veröffentlichungen, es soll den Einfluss der Sklaverei und den gesellschaftlichen Beitrag der afroamerikanischen Mitbürger auf die US-amerikanische Geschichte herausstellen. Trump reagierte mit seinem Vorstoß auch auf die Black-Lives-Matter-Bewegung. Er sagte, dass Chaos und Ausschreitungen von linksgerichteten Personen die Folge jahrzehntelanger linker Indoktrination an den Schulen sei.

## Gründung
Die Gründung einer „1776-Kommission“ erwähnte Trump erstmals bei einer Rede am 17. September 2020 aus Anlass des amerikanischen Constitution Days. Die Zahl „1776“ bezieht sich auf das Jahr der Unterzeichnung der Unabhängigkeitserklärung. Nach seiner Auffassung bringe man derzeit den Schülern ein verworrenes Netz aus Lügen über Rassismus bei, das sei eine Form der Kindesmisshandlung – so seine Worte („child abuse“). Den Schülern würde beigebracht, sich für die Geschichte des Landes zu schämen. Die Kommission wurde von Trump per Dekret vom 2. November 2020 gebildet.
Die Mitglieder der Kommission ernannte Trump persönlich. Es handelte sich um ihm politisch nahestehende, konservative Politiker und Führungskräfte aus Wissenschaft und Bildung. Allgemein anerkannte Historiker waren in dem Gremium nicht vertreten. Vorsitzender war Larry Arnn, Philanthrop und Präsident des konservativen Hillsdale College in Michigan. Seine Stellvertreterin war Carol Swain, eine ehemalige Professorin für Recht und Politikwissenschaft an der Vanderbilt-Universität in Tennessee. Am 5. Januar 2021 kam das Gremium erstmals zusammen.

## Inhalt
Im Dekret vom 2. November 2020 wurden die Ziele des Berichts genannt. Demnach sollte der radikalisierte Blick auf die Geschichte der USA und die Verunglimpfung der Staatsgründer beendet werden. Es sollte eine patriotische Erziehung mit entsprechenden Lehrplänen geschaffen werden. Weitere Maßnahmen wurden erwähnt, wie z. B. die Vergabe von Stipendien.
Der in der kurzen Frist bis zum Ende von Trumps Präsidentschaft erstellte 45-seitige Bericht besteht umfangsmäßig je zur Hälfte aus dem Hauptteil und aus vier Anhängen. Der Hauptteil enthält im Wesentlichen eine Huldigung an die Gründer der Vereinigten Staaten und an die damit in Verbindung gebrachten Werte. Der Anhang I enthält den Text der Unabhängigkeitserklärung. In den weiteren Anhängen werden mehrere Thesen aufgestellt: In Anhang II wird behauptet, dass religiöser Glaube und demokratische Regierung untrennbar zusammengehörten. Glaube sei der Schlüssel zu einem guten Charakter wie auch zu einer guten Bürgerschaft. Im Anhang III wird ausgeführt und kritisiert, dass die Gleichheitsthese der Verfassung („all men are created equal“) von bestimmten Gruppierungen im Zuge einer Identitätspolitik infrage gestellt werde. Eine Rasse oder eine sexuelle Identität sei nach deren Auffassung wichtiger als der gemeinsame Status als Individuum, allein das Gefühl gesellschaftlich unterdrückt zu werden, rechtfertige einen moralischen Anspruch gegenüber dem Rest der Gruppe. Im Anhang IV wird mit Bedauern der vermeintliche Niedergang des amerikanischen Erziehungswesens durch progressive Lehrkräfte festgestellt und es werden Vorschläge für eine verbesserte Staatsbürgerkunde gemacht. Es wird empfohlen, verstärkt positive Geschichten und Bilder über die Gründer der Vereinigten Staaten in den Schulen zu verbreiten.

## Rezeption
Die aus 14.000 Mitgliedern bestehende angesehene American Historical Association (AHA) kritisierte den Bericht in einer zweiseitigen Erklärung scharf. 46 weitere Verbände, die nicht zur AHA gehören, schlossen sich der Kritik an. Außerdem wies der Vorstand der AHA darauf hin, dass der Bericht ohne Konsultation mit professionellen Geschichtswissenschaftlern der Vereinigten Staaten erstellt worden sei. Die 18 Autoren würden eine Form der staatlichen Indoktrination bei Schülern und Studenten unterstützen. Wichtige Aspekte der Geschichte wie Sklaverei, Unterdrückung der indigenen Bevölkerung oder die Rechte von Frauen würden nicht oder nur unzureichend behandelt. Progressive Reformer würden mit Mussolini und anderen europäischen Faschisten verglichen. Andererseits würden die Gründer der Nation als „gottähnliche Männer“ dargestellt. Insgesamt sei der Bericht voller Unwahrheiten, Ungenauigkeiten, Auslassungen und irreführenden Behauptungen.
Selbst Historiker, die dem 1619-Projekt kritisch gegenüberstehen, wie Sean Wilentz von der Princeton University, kritisierten den Bericht der 1776-Kommission. Es sei im Wesentlichen ein politisches Dokument und reduziere Geschichte auf Heldenverehrung. Jan Wiele wies in der FAZ darauf hin, dass sowohl der 1776-Bericht als auch das 1619-Projekt ideologisch motivierte Versuche zur Beeinflussung der Geschichtsschreibung seien. Der große Unterschied sei jedoch, dass die Initiative in dem einen Fall von Journalisten und im anderen Fall von der US-amerikanischen Bundesregierung ausgegangen ist.

## Beendigung
Am 20. Januar 2021, nur Stunden nach der Amtseinführung von Trumps Nachfolger, erließ der neue Präsident Joe Biden ein Dekret zur Auflösung der 1776-Kommission. Noch am selben Tag wurde der Bericht von der Website des Weißen Hauses entfernt und im Nationalarchiv abgelegt.